# Nikolai Sergejewitsch Schatski
Nikolai Sergejewitsch Schatski (im englischen Sprachraum Nicholas Shatski, russisch Николай Серге́евич Шатский, geboren am 16. Augustjul. / 28. August 1895greg. in Moskau; gestorben am 1. August 1960 ebenda) war ein sowjetischer Geologe, der sich auf Fragen zur Tektonik und alten Deckgebirgen spezialisiert hatte.
1943 wurde er zum korrespondierenden Mitglied der Akademie der Wissenschaften der UdSSR gewählt. Seit 1953 war er Vollmitglied der Akademie.
Das Shatsky Rise, ein ozeanisches Plateau im Nordpazifik, ist nach ihm benannt. Gleiches gilt für den Shatskiy Hill, einen Hügel im Königin-Maud-Land, Antarktika.
Seit 1982 verleiht die Russische Akademie der Wissenschaften (vormals Akademie der Wissenschaften der UdSSR) einen Schatski-Preis für Fortschritte im Bereich der Tektonik.

## Ehrungen
- 1946: Staatspreis der UdSSR
- 1958: Leninpreis, für die Erstellung einer Karte der Tektonik der Sowjetunion
- Leninorden (2)
- Orden des Roten Banners der Arbeit
- weitere Medaillen

## Belege
1. ↑  Шатский Николай Сергеевич. In: Große Sowjetische Enzyklopädie. bse.sci-lib.com, abgerufen am 28. Januar 2018 (russisch).
2. ↑  Mitglieder der Russischen Akademie der Wissenschaften seit 1724: Schatski, Nikolai Sergejewitsch. Russische Akademie der Wissenschaften, abgerufen am 7. August 2018 (russisch).
3. ↑  Премия имени Н.С. Шатского. In: Russische Akademie der Wissenschaften. ras.ru, abgerufen am 28. Januar 2018 (russisch).

| Personendaten    | Personendaten                                                                                                  |
| ---------------- | --- |
| NAME             | Schatski, Nikolai Sergejewitsch                                                                                |
| ALTERNATIVNAMEN  | Schatski, Nikolai Sergejewitsch (vollständiger Name); Shatski, Nicholas; Шатский, Николай Сергеевич (russisch) |
| KURZBESCHREIBUNG | sowjetischer Geologe                                                                                           |
| GEBURTSDATUM     | 28. August 1895                                                                                                |
| GEBURTSORT       | Moskau |
| STERBEDATUM      | 1. August 1960                                                                                                 |
| STERBEORT        | Moskau |